# Jesper Swedberg
Jesper Swedberg, född 28 augusti 1653 på Svedens gård nära Falun, död 26 juli 1735 i Brunsbo vid Skara, var en svensk professor, rektor för Uppsala universitet, psalmist och biskop. Han var far till Emanuel Swedenborg. Modern Anna Petersdotter Bullernaesia tillhörde en prästsläkt från Bollnäs socken.

## Biografi
Sedan Swedberg genomgått Falu trivialskola skickades han 1666 till Uppsala men flyttades 1669 till det nyinrättade universitetet i Lund. I Lund hade han en släkting, professorn i österländska språk Petrus Holm, som åtog sig att leda hans undervisning. Efter fem års vistelse i Lund återvände han 1674 till Uppsala och blev där 1682 promoverad till filosofie magister. Året därpå prästvigdes han och utnämndes 1684 till pastor vid Livregementet till häst. Under detta och följande år företog han en utrikes resa till England, Frankrike, Tyskland och Nederländerna. Efter hemkomsten tillträdde han sin tjänst vid Livregementet och bidrog till att höja manskapets nitälskan och upplysning. År 1690 blev han utnämnd till kyrkoherde i Vingåker men flyttade dit först 1692. Efter bara sex veckor där befordrades han till teologie professor i Uppsala, där han 1694 blev förste teologie professor och domprost. Swedberg blev också 1692 universitetets rektor.
Som akademisk lärare var han outtröttligt idog och omtyckt av studenterna. Vid sidan av sina akademiska befattningar innehade han sedan 1696 det viktiga uppdraget att vaka över de svenska församlingarna i Amerika, förse dem med lämpliga församlingslärare och så vidare. År 1702 utnämndes han till biskop i Skara, promoverades till teologie doktor i Uppsala 1705 samt valdes att dessutom ha uppsikt över den svenska församlingen i London.
Som rektor i Uppsala lyckades han lösa de häftiga striderna mellan de olika filosofiska skolorna samtidigt som han bidrog till att studentlivet förfinades. I sina predikningar kunde han ibland predika om änglar på ett sätt som föregrep sonen Emanuel Swedenborgs andelära.
Swedberg låg bakom kungens beslut 1691 att tillsätta en kommission bestående av Swedberg och två andra fackmän, under Erik Benzelius ledning, för att utarbeta en bibelrevision med grundtexten som högsta norm. Han bidrog väsentligen till att kommissionens arbete fullbordades 1692. Den nya bibelversionen mötte dock motstånd och olika hinder, något som djupt smärtade Swedberg. Hans försök att sammanställa en ny psalmbok stötte också på patrull genom att hans utkast kritiserades skarps av en del biskopar. På grund av kritiken drogs hans psalmboksförslag in, vilket orsakade honom en förlust på 30 000 daler kopparmynt. Den Swedbergska psalmboken användes likväl sedan under lång tid vid Svenska församlingen i Nya Sverige i Amerika.
Han eftersträvade bredare och bättre läskunnande bland den svenska allmogen. Han försökte också att avskaffa de många apostladagarna, som firades som helgdagar, men enligt honom var syndadagar. Hans misslyckade försök att sammanställa en ny svensk psalmbok ledde honom in på banan som psalmist. I den psalmboksupplaga som Haquin Spegel lade fram 1695 har Swedberg författat åtskilliga psalmer.
För svenska språkets ortografi och syntax var han, liksom i allt annat, outtröttligt verksam. För det studerade han under en lång tid gamla språkminnen, en forskning som ledde till hans skrivelse Schibboleth. Swenska Språkets Rycht och Richtighet 1716. Han utarbetade också En kortt Swensk Grammatica 1722 samt En fullkomlig swensk Ordabok ett par år senare, men den blev inte tryckt förrän 2008.
Hos Karl XI stod han alltid i högt anseende, trots att han ofta kritiserade kungens handlande. Däremot var han inte alltid populär bland adeln, vars beteende han utan hänsyn bestraffade i sina predikningar.
Swedberg deltog också ganska verksamt i riksdagsmötena och intog en framskjuten plats bland motståndarna till frihetstidens statsskick.
Svenska Akademien lät 1852 slå en minnespenning över honom.
Han gifte sig första gången 1683 med Sara Behm. Hon tillhörde Gävle-släkten Behm, och hennes farmor Anna Danielsdotter Kröger tillhörde Bureätten. Andra äktenskapet ingick Swedberg 1697 med Sara Bergia och det tredje 1720 med Johannes Jonæ Arhusius dotter Kristina Arrhusia.
Hans söner från första äktenskapet adlades med namnet Swedenborg, däribland den berömde Emanuel Swedenborg. Hans äldsta dotter från första äktenskapet, Anna, gifte sig med ärkebiskop Erik Benzelius d.y., och dottern Hedvig gifte sig med Lars Benzelstierna.
Swedberg redigerade och skrev texter till 1695 års psalmbok. Den innehåller varken register som anger vilka psalmer författarna skrivit eller några noteringar vid respektive psalm. Swedberg gav först ut en egen utgåva med psalmer 1694 som refuserades i stora drag, men blev också anledningen till att många av hans psalmer har just 1694 som årtal.
Han finns representerad i 1819 års psalmbok, med 29 verk.
I 1986 års psalmbok finns han representerad med sex originaltexter.
Jesper Swedbergs dödsdag, den 26 juli, bär sedan 1901 namnet Jesper efter honom.

## Bilder

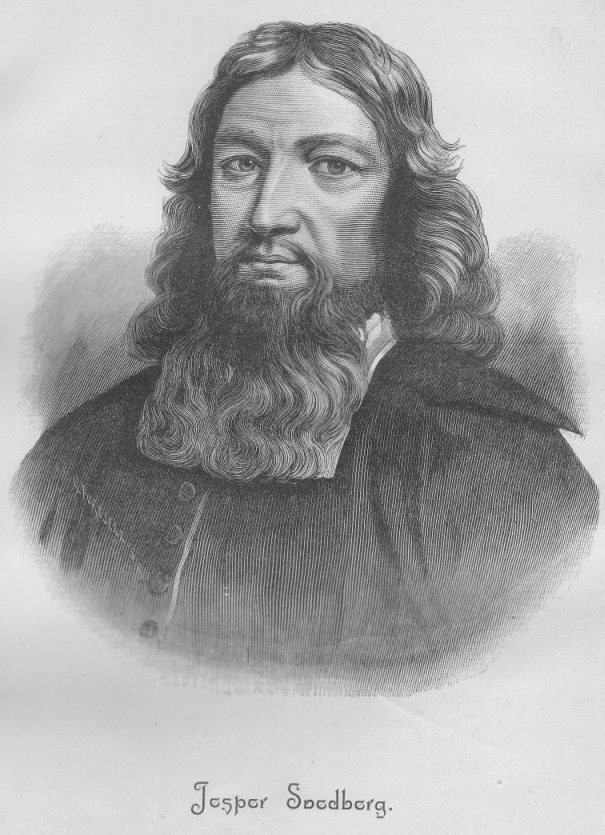
Jesper Svedberg, Kopparstick av G Fahlcrantz.
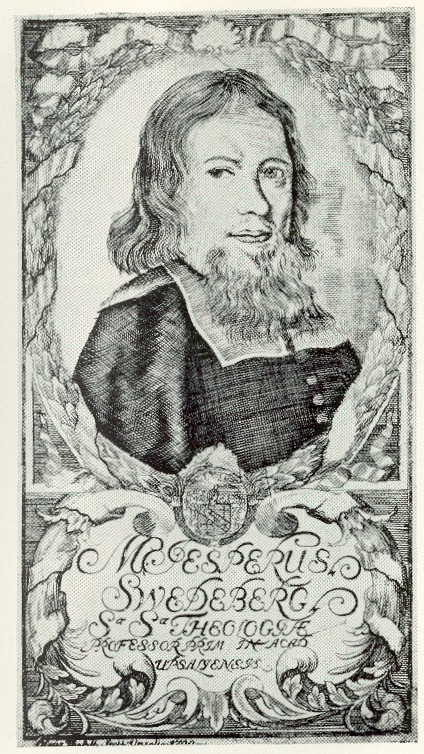
Jesper Swedberg, gravyr av Hans Thelott från år 1700